# كوينتو فيرسيلسي
كوينتو فيرسيلسي هي بلدية في مقاطعة فرشيلي التابعة لإقليم بييمونتي الإيطالي، تقع على بعد حوالي 60 كيلومتر (37 ميل) إلى الشمال الشرقي من مدينة تورينو وحوالي 8 كيلومتر (5 ميل) شمال غرب مدينة فيرتشيلي. في 31 كانون الأول / ديسمبر 2004 كان عدد سكانها 438 نسمة، وتبلغ مساحتها 11.1 كيلومتر مربع (4.3 ميل2).
تقع كوينتو على حدود البلديات التالية: كرسنبلوت، كولوبيانو، أولشيننغو، أولدينكو.

## السكان
في سنة 1861 بلغ عدد السكان 528 نسمة، وتطور العدد ليصل في سنة 2011 لـ 400 نسمة.
يظهر هذا المخطط البياني تطور النمو السكاني لـ كوينتو فيرسيلسي